# Hernando de Soto (economista)
Hernando de Soto Polar (Arequipa, 2 de junio de 1941) es un economista y político peruano. Es presidente del Instituto Libertad y Democracia (ILD), un instituto de investigación enfocado en el desarrollo económico de los países en vías de desarrollo desde un punto de vista neoliberal.
Luego de las elecciones generales de 1990, De Soto ingresó al equipo económico de Alberto Fujimori y fue responsable, junto con Carlos Rodríguez-Pastor Mendoza, del diseño del «Fujishock», un conjunto de medidas neoliberales que redujo la hiperinflación, introdujo medidas de austeridad y aseguró una estabilidad macroeconómica que permitió dejar atrás la llamada «Década perdida».
Las políticas promovidas por De Soto a la cabeza del ILD, según fuentes afines, cumplieron un rol importante en la lucha contra el naciente narcoterrorismo en la selva peruana, al otorgar títulos a los pequeños cultivadores de coca. Tras el autogolpe de Estado de 1992, De Soto asesoró al presidente Fujimori para la convocatoria de un Congreso Constituyente Democrático, que se encargó de la elaboración de la Constitución Política del Perú de 1993.
En octubre de 2020, De Soto ingresó a la política peruana al anunciar su candidatura a la presidencia de Perú en las elecciones generales de Perú de 2021 por el partido Avanza País.

## Primeros años, educación y familia
Hernando de Soto nació en la ciudad de Arequipa el 2 de junio de 1941. Sus padres fueron el diplomático Alberto Soto de la Jara y Rosa Polar Ugarteche. Es hermano del diplomático Álvaro de Soto, sobrino del exvicepresidente y senador Mario Polar Ugarteche, bisnieto del político Juan Manuel Polar, así como primo lejano del escritor Mario Vargas Llosa (ambos descienden de Mariano Bruno de la Llosa Zegarra, quien fue alcalde de Arequipa en 1804).
En 1948 su padre se opuso al golpe de Estado de Manuel A. Odría por lo que su familia vivió en el exilio hasta 1963. Estudió en el Colegio Internacional de Ginebra e inició estudios universitarios en la Pontificia Universidad Católica del Perú en 1960. Posteriormente, estudió Psicología social en la Universidad Nacional de San Agustín de Arequipa, en la que culminó la carrera con la tesis sobre La naturaleza humana y las ideologías políticas.  En 1967, realizó un máster en Derecho internacional y Economía en el Instituto Universitario de Altos Estudios Internacionales de Ginebra. Estuvo casado tres veces y actualmente es pareja de la catedrática Carla Olivieri Barreto, rectora de la Universidad de Ciencias y Artes de América Latina.

## Vida profesional y política
Trabajó como economista para el Acuerdo General sobre Aranceles Aduaneros y Comercio, precursor de la Organización Mundial del Comercio y fue presidente del Comité de la Organización de Países Exportadores de Cobre, presidente de Universal Engineering Corporation y jefe de Swiss Bank Corporation. Regresó al Perú en 1978, y fundó el Instituto Libertad y Democracia (ILD),  un centro de investigación que se concentra en diseñar e implementar programas de formación de capital para pobres en África, Asia, América Latina , el Medio Oriente y los países de la ex Unión Soviética.

### Director del Banco Central de Reserva del Perú
El 15 de diciembre de 1978, De Soto fue nombrado director del Banco Central de Reserva del Perú por el gobierno militar de Francisco Morales Bermúdez en representación del Poder Ejecutivo. Se mantuvo en el directorio del ente monetario hasta el 28 de julio de 1980.
Desde 1984, De Soto con el Instituto Libertad y Democracia (ILD) buscaron establecer un Defensor del Pueblo para representar los intereses públicos. De esta manera, en julio de 1984 el ILD firmó un acuerdo con el Gobierno de Fernando Belaúnde Terry para diseñar los mecanismos legales para la primera «Oficina del Defensor del Pueblo». Recién en 1993, el Congreso Constituyente Democrático creó la Defensoría del Pueblo como parte de los organismos constitucionales.[cita requerida]
En 1988, el ILD preparó el anteproyecto de ley sobre el Registro de la Propiedad, el cual fue aprobado en noviembre de 1988. En julio de 1989, el gobierno de Alan García encargó al ILD el diseño de la Simplificación Administrativa.

### Asesor de Alberto Fujimori

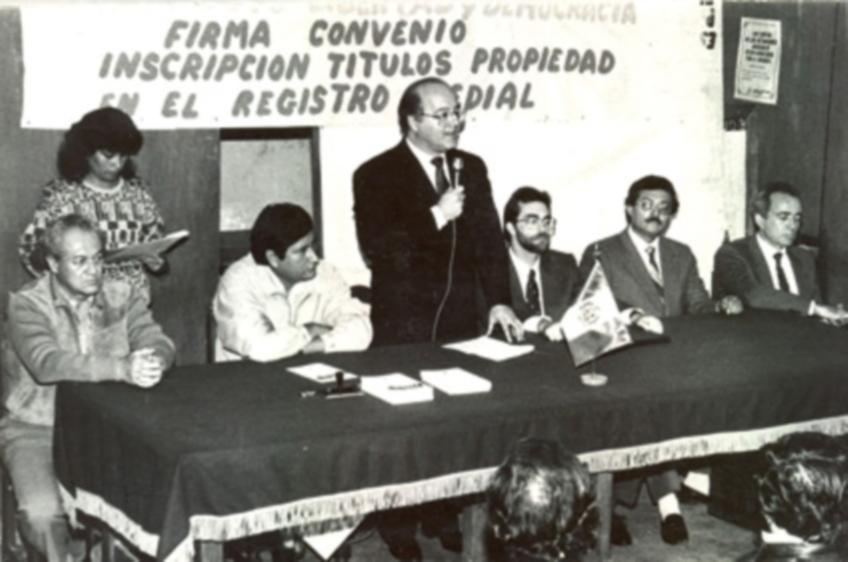
Firma de convenio de título de propiedad con Hernando de Soto.

Desde la segunda vuelta de las elecciones generales del año 1990, asesoró a Alberto Fujimori, quien resultó elegido presidente de la República. Es considerado el responsable de la decisión de Fujimori de dejar el modelo económico que el Partido Aprista Peruano impuso en los ochenta y optar por una economía de mercado.
Durante el primer gobierno de Alberto Fujimori, para llevar a cabo la implementación de un plan de reformas económicas conocido posteriormente como el FujishockEstá tarea se logró a través de la eliminación de la burocracia "balduque" y de la inscripción restrictiva, concesión de licencias y permisos leyes, lo que ocasionaba la apertura de nuevos negocios a ritmo lento y costoso. El Instituto Catón y la revista The Economist han postulado que las reformas de De Soto ayudaron a socavar al movimiento guerrillero Sendero Luminoso cuando este se convertía en una organización narcoterrorista entre los años 1991 y 1995. El plan de reformas otorgaba títulos a los pequeños cultivadores de coca en las principales áreas de cultivo de coca en la selva peruana, el grupo pudo verse privado de refugios seguros, reclutas y dinero lo que contribuyó a su debilitamiento. En 1992, el ILD sufrió un atentado terrorista con coches bomba en el que murieron 5 personas, a la luz de las declaraciones del líder de Sendero Luminoso, Abimael Guzmán, quien vio al ILD como una seria amenaza.

Todo obedece a un plan, a través de tratados internacionales y reformas internas, (…) apunta contra la guerra popular y busca aniquilarla. Ha sido concebido e implementado por Hernando de Soto, agente directo del imperialismo yanqui y no de sus más conspicuos burócratas, creador de la ya desenmascarada "doctrina Fujimori", asesor principal del presidente y jefe del ILD, organismo yanqui con sede en Lima.
Abimael Guzmán, en su ensayo “Sobre las dos colinas” (enero de 1991), cuando fue desalojado del VRAEM.

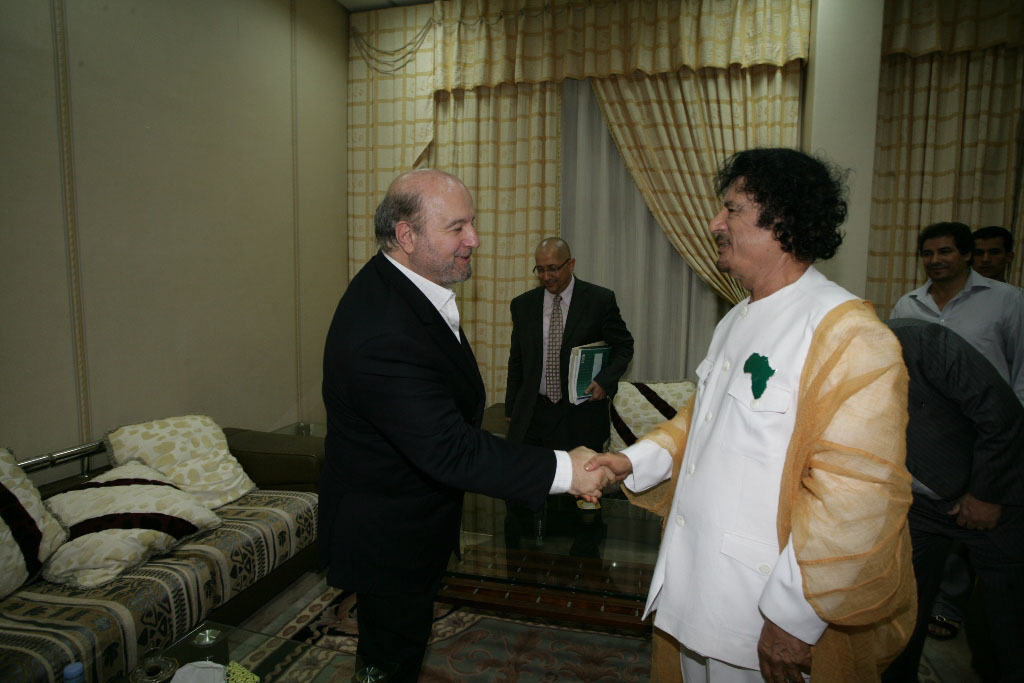
Hernando De Soto con el líder libio Muamar el Gadafi, en 2008.

Después de la ruptura con el régimen de Fujimori, el ILD bajo liderazgo de De Soto, diseñó programas similares en El Salvador, Haití, Tanzania y Egipto. El impacto del ILD en el campo del desarrollo fue reconocido e influyó en las políticas del Banco Interamericano de Desarrollo (BID), USAID y el Banco Mundial.
El gobierno de Fujimori encargó al Instituto Libertad y Democracia, dirigido por De Soto, la negociación y representación del Perú ante los Estados Unidos para un convenio global de lucha contra el narcotráfico. El ILD promovió la realización del Convenio entre los Estados Unidos de América y el Perú sobre Política de Control de Drogas y Desarrollo Alternativo, que fue aprobado por Decreto Supremo en mayo de 1991.
De Soto renunció a sus funciones de asesor y representante Presidencial a finales de enero de 1992, tras considerar que un sector del Estado saboteaba sus esfuerzos en la lucha contra las drogas, y luego del golpe de Estado del 5 de abril de 1992, colaboró nuevamente con Fujimori, con quien diseñó un calendario para la «reinstitucionalización democrática». anunciando la convocatoria de un Congreso Constituyente Democrático. Poco después Fujimori descartó algunas de las propuestas del economista y, tras ello, este no volvió a trabajar en el gobierno.
En abril de 1994, De Soto entregó al Congreso de la República un proyecto de reforma constitucional para incluir en la Constitución de 1993 los siguientes temas: Un procedimiento de consulta popular para la descentralización; 2) el establecimiento del distrito electoral múltiple; el establecimiento de una consulta previa a las normas legales; la ampliación de la revocatoria del mandato a todas las autoridades públicas y representantes; y garantías efectivas para acceder a la información del Estado.

### Candidatura presidencial y asesor económico (2001-2020)
Para las elecciones generales del año 2001, De Soto buscó postularse para presidente con su partido Capital Popular, pero no recibió los votos suficientes. En ese momento, buscó el apoyo de grupos políticos de izquierda para su candidatura, pero estos no estaban de acuerdo con sus políticas económicas liberales. Tiempo después se convertiría en crítico de tales grupos.
El 5 de septiembre de 2006, fue nombrado representante personal del Presidente de la República, Alan García, para el proceso de aprobación del Tratado de Libre Comercio Perú-Estados Unidos. Como tal, participó junto al embajador Felipe Ortiz de Zevallos en el proceso de ratificación del tratado por parte de los Estados Unidos. 
En las elecciones generales del año 2011 manifestó su apoyo a la candidatura de Keiko Fujimori y fue miembro de su equipo de asesores en las elecciones presidenciales de 2011 y 2016.

### Candidatura presidencial de 2021
En septiembre de 2020, De Soto anunció que participaría como candidato a la presidencia en las elecciones presidenciales del año 2021 por el partido Avanza País, teniendo como vicepresidentes a Corinne Flores y Jaime Salomón.
El 30 de octubre de 2020, presentó a su equipo técnico, en el cual incluyó al expresidente de la CONFIEP Miguel Vega Alvear, el empresario Carlos Añaños, el exministro Francisco Tudela, el excomandante del GEIN Marco Miyashiro, el exjefe de la Operación Chavín de Huántar José Williams, el diplomático Álvaro de Soto, entre otros.
El 14 de diciembre de 2020, de Soto hizo pública unas encuestas en el programa Beto a saber de Willax Televisión asegurando que lideraba el primer lugar en la intención de votos. Posteriormente, se supo que las supuestas encuestas eran parte de una red de fake news destinadas a favorecerlo en las redes sociales. Su cam
En las elecciones generales, De Soto obtuvo el 11.63% de los votos válidos, obteniendo el cuarto lugar, con lo cual no logró pasar a segunda vuelta. Durante la segunda vuelta apoyó a Keiko Fujimori de Fuerza Popular en el balotaje, luego de que asegurara que Pedro Castillo "desistió" de moderar sus propuestas.

## Historial electoral
| Año  | Cargo                       | Partido     | Resultado | Resultado        | Resultado | Resultado | Ref(s). |
| Año  | Cargo                       | Partido     | Votos     | % Votos válidos  | Posición  | Posición  | Ref(s). |
| ---- | --------------------------- | ----------- | --------- | ---------------- | --------- | --------- | ------- |
| 2021 | Presidencia de la República | Avanza País | 1 627 001 | \| \| 11,53 % \| | 4         | No electo | [ 64 ]  |
|      | 11,53 %                     |             |           |                  |           |           |         |

## Tesis económica

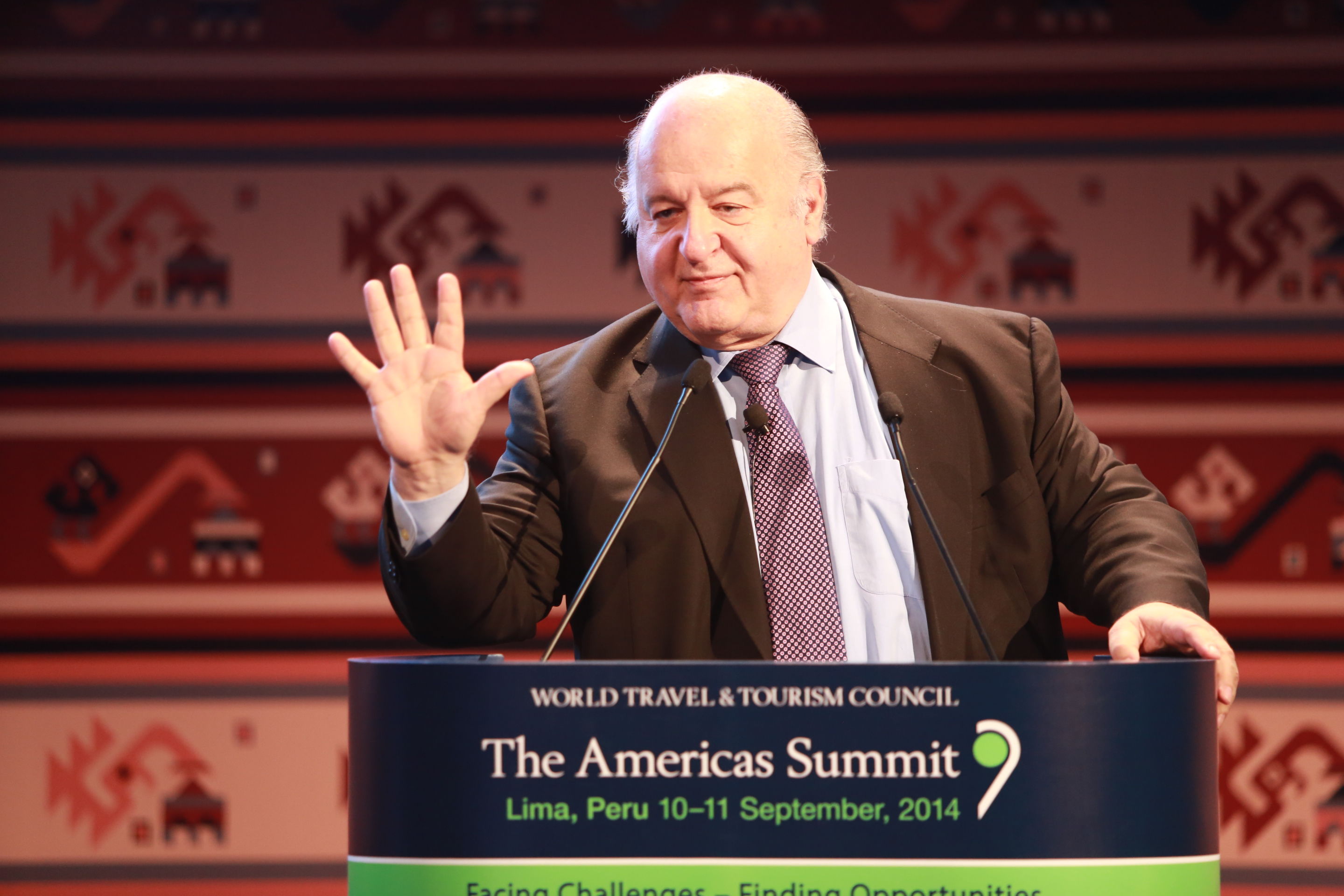
Hernando De Soto en la conferencia WTTC

La tesis de Hernando de Soto es que ninguna nación puede tener una economía de mercado fuerte sin una participación adecuada en un marco de información que registre la propiedad de la propiedad y otra información económica. De Soto sostiene que la actividad económica no declarada y no registrada es realizada por muchos pequeños empresarios que carecen de propiedad legal de sus bienes, lo que les dificulta obtener crédito, vender el negocio o expandirse. Estas personas no pueden buscar soluciones legales a los conflictos comerciales en los tribunales, ya que no tienen propiedad legal.
De Soto considera que la existencia de una exclusión tan masiva genera dos economías paralelas, una legal y otra informal: una minoría de élite disfruta de los beneficios económicos de la ley y la globalización, mientras que la mayoría de los empresarios informales están atrapados en la pobreza, donde sus activos, que suman más de 10 mil millones de dólares en todo el mundo, languidecen como capital muerto en las sombras de la ley. Para sobrevivir, proteger sus activos y hacer la mayor cantidad de negocios posible, las personas que se desarrollan en una economía informal crean sus propias reglas. Pero debido a que estos acuerdos locales están llenos de deficiencias y no se pueden hacer cumplir fácilmente, los informales también crean sus propios problemas sociales, políticos y económicos que afectan a la sociedad en general.
De Soto argumenta que los líderes populistas han utilizado este fracaso del sistema de libre mercado que en apariencia es desigual, sin embargo, el economista considera que el enemigo real está dentro del propio sistema con los informales y que se deben tener estrategias e instrumentos para formalizarlos y trasladarlos a la economía legal. 
En 1991, Alejandro Toledo debatía dicha tesis con la publicación de un libro denominado Las otras caras de la sociedad informal: una visión multidisciplinaria. Donde sostenía que el sector informal peruano se había convertido en el "amortiguador" de la crisis de la deuda externa y de la elevada inflación. Toledo consideró que dicho sector absorbía los impactos sociales de los programas de estabilización y ajuste económico y que existía una articulación e interacción con la economía formal en actividades de producción, comercio, servicios y finanzas. Finalmente, consideró que la informalidad contiene dimensiones antropológicas, sociológicas y políticas; y sostuvo que se debería desarrollar políticas para afrontar la pobreza urbana y las actividades de baja productividad durante el crecimiento económico. En 2002, De Soto consideró que el trabajo de Toledo tenía el objetivo político de discrepar del Instituto Libertad y Democracia.
En octubre de 2014, De Soto publicó un artículo en The Wall Street Journal denominado The Capitalist Cure for Terrorism, texto en el que afirmaba que se necesitaba una agenda agresiva para el empoderamiento económico en el Medio Oriente para derrotar a grupos terroristas como ISIL. Argumentó que Estados Unidos debería promover una agenda similar a la que se utilizó con éxito en Perú para derrotar a Sendero Luminoso en la década de 1990. También menciona en el artículo que los políticos locales en el Medio Oriente están pasando por alto el hecho de que si la gente común no puede jugar legalmente, será mucho menos capaz de resistir una ofensiva terrorista.
En 2014, criticó el libro El capital en el siglo XXI del economista francés Thomas Piketty. De Soto afirmó que el estudio de Piketty ignora que el 90% de la población que vive en países en vías de desarrollo y en exrepúblicas soviéticas producen y mantienen su capital en la economía informal. Además, De Soto afirmó que las guerras contra el capital eran inminentes y una demostración de ello sería la Primavera Árabe. y luego traducida y publicada en los diarios Die Welt (Alemania), El País (España),
De Soto se ha mostrado a favor de la tecnología blockchain argumentando que es adecuada para actuar como un libro de contabilidad público para ayudar a lograr el objetivo de formalizar los derechos de propiedad de grupos marginalizados.

### Recepción
Los trabajos de De Soto sobre los derechos a la propiedad han expresado diversas opiniones sobre el efecto de la titulación de tierras. De Soto ha sido criticado por razones metodológicas y analíticas, mientras que algunos activistas lo han acusado de simplemente querer ser una figura representativa del movimiento priorizador de derechos de propiedad. Algunos afirman que su teoría no ofrece nada nuevo en comparación con la reforma agraria tradicional. "La propuesta de De Soto no es la transferencia de riqueza, sino la legalización de la riqueza. Los pobres del mundo ya poseen billones en activos ahora. De Soto no está distribuyendo capital a nadie. Al hacerlos líquidos, la reserva de capital de todos crece dramáticamente ". Mientras analiza los argumentos de Schaefer, escribe Roy, "las ideas de De Soto son seductoras precisamente porque solo garantizan lo último, pero al hacerlo prometen lo primero".
Lo que diferencia a de Soto de su predecesor es su intento de incluir la tierra no agrícola en el esquema de reforma y enfatizar en la formalización de la posesión informal existente. Su énfasis en la formalización de títulos como la única razón detrás del crecimiento económico en los Estados Unidos ha sido objeto de críticas.  La formalización de la propiedad en Estados Unidos puede haber ocurrido como resultado de diferentes razones, incluido el establecimiento de la ley y el orden, mayor control estatal, mayor integración institucional, mayor eficiencia económica, mayores ingresos fiscales y mayor igualdad. ( ) El argumento a favor de un régimen de propiedad privado y, a menudo, individualista, se enmarca en la cuestión de la legitimidad social, y puede que no esté justificado incluso si De Soto contempla traer un sistema unificado en un estado o la unificación con la economía global.
En su libro Planet of Slums, Mike Davis sostiene que de Soto, a quien Davis llama "el gurú global del populismo neoliberal", está esencialmente promoviendo lo que la izquierda estatista en Sudamérica e India siempre ha promovido: la titulación individual de tierras. Davis argumenta que la titulación es la incorporación a la economía formal de las ciudades, lo que beneficia a los ocupantes ilegales más ricos pero es desastroso para los ocupantes ilegales más pobres, y especialmente para los inquilinos que simplemente no pueden permitirse la incorporación a la economía formal totalmente mercantilizada.
Un artículo de Madeleine Bunting para The Guardian afirmó que las sugerencias de De Soto en algunas circunstancias causarían más daños que beneficios, y se refirió a The Mystery of Capital como "una elaborada cortina de humo" utilizada para oscurecer la cuestión del poder de los globalizados de élite. Citó el historial laboral de De Soto como evidencia de su parcialidad a favor de los poderosos. El reportero John Gravois también criticó a De Soto por sus vínculos con los círculos de poder, ejemplificado por su asistencia al Foro Económico Mundial de Davos. En respuesta, de Soto le dijo a Gravois que esta proximidad al poder ayudaría a de Soto a educar a las élites sobre la pobreza. Iván Osorio del Competitive Enterprise Institute ha refutado las acusaciones de Gravois señalando cómo Gravois ha malinterpretado muchas de las recomendaciones de De Soto.
Robert Samuelson ha argumentado en contra de lo que él ve como el enfoque de "bala única" de De Soto y ha abogado por un mayor énfasis en la cultura y cómo las condiciones locales afectan la percepción de las personas sobre sus oportunidades. El relator especial de la ONU sobre el derecho a la alimentación, Olivier De Schutter, ha cuestionado la insistencia en la titulación como un medio para proteger la seguridad de la tenencia sobre la base del riesgo de que la titulación socave las formas consuetudinarias de tenencia y proteja de manera insuficiente los derechos de los usuarios de la tierra. que dependen de los bienes comunes, así como el temor de que los esquemas de titulación puedan conducir a una mayor reconcentración de la propiedad de la tierra, a menos que se brinde un fuerte apoyo a los pequeños propietarios.
En la revista World Development, un artículo de 1990 de RG Rossini y JJ Thomas de la Escuela de Economía de Londres cuestionaba la base estadística de las afirmaciones de De Soto sobre el tamaño de la economía informal en su primer libro El otro sendero. Sin embargo, el ILD señaló, en la misma revista, que las observaciones de Rossini y Thomas "ni [abordaron] el tema central del libro, ni [abordaron] el cuerpo principal de evidencia cuantitativa mostrada para corroborar la importancia de las barreras económicas y legales que dan lugar a actividades informales. En cambio, [se centraron] exclusivamente en cuatro estimaciones empíricas que el libro [menciona] sólo de pasada ".
En el Journal of Economic Literature, Christopher Woodruff de la Universidad de California en San Diego criticó a de Soto por sobrestimar la cantidad de riqueza que la titulación de tierras ahora propiedad informal podría desbloquear, y argumenta que "la propia experiencia de Soto en Perú sugiere que la titulación de tierras por sí sola no es probable que tenga mucho efecto. La titulación debe ir seguida de una serie de pasos políticamente desafiantes. Mejorar la eficiencia de los sistemas judiciales, reescribir los códigos de quiebras, reestructurar las regulaciones del mercado financiero y reformas similares implicarán decisiones mucho más difíciles por parte de los responsables de la formulación de políticas".
Los estudios empíricos de los economistas argentinos Sebastián Galiani y Ernesto Schargrodsky han cuestionado el vínculo de De Soto entre la titulación y el aumento del crédito a los pobres, pero también han señalado que las familias con títulos "aumentaron sustancialmente la inversión en vivienda, redujeron el tamaño de los hogares y mejoraron el educación de sus hijos en relación con el grupo de control". En un libro de 2012 del metodólogo de ciencias políticas de la Universidad de Yale, Thad Dunning sostiene que los estudios de Galiani y Schargrodsky proporcionan afirmaciones "altamente creíbles" porque los estudios se basan en una verdadera aleatorización, mientras que el estudio de De Soto no lo hizo (y, por lo tanto, es vulnerable a confusión variables). Un estudio encargado por DFID, una agencia del gobierno del Reino Unido, resumió además muchas de las complicaciones que surgen de implementar las recomendaciones de política de De Soto cuando no se presta suficiente atención al contexto social local.
El mismo De Soto ha señalado a menudo que sus críticos afirman erróneamente que él defiende la titulación de tierras por sí sola como suficiente para un desarrollo efectivo, ha dicho que «no se trata solo de titulación. Lo que hacemos es ayudar a los gobiernos a construir un sistema de memoria pública que identifique legalmente a toda su gente, sus activos, sus registros comerciales y sus transacciones de tal manera que puedan liberar su potencial económico. Ninguna economía puede desarrollarse y prosperar sin los beneficios que claramente registraron otorgar documentos públicos».

## Publicaciones

### Libros
- El otro sendero. La respuesta económica al terrorismo (1986). Con la colaboración de Enrique Ghersi y Mario Ghibellini[100]
- El misterio del capital: ¿Por qué el capitalismo triunfa en occidente y fracasa en el resto del mundo? (2000).
- Realizing Property Rights (2006), con Francis Chevenal[101]

### Artículos
De Soto también ha publicado una serie de artículos sobre la importancia de la propiedad inclusiva y los derechos comerciales, el empoderamiento legal de los pobres y las causas de la crisis financiera mundial de 2008-2009:
- "El secreto del fracaso". Time (2001).[102]

- "The Constituency of Terror". NY Times (2001).[103]

- "El misterio del capital" (2001), una versión condensada del tercer capítulo de su libro homónimo.[104]

- "Dar sus derechos a los pobres". Time (2007)[105]  [106]

- "Los activos tóxicos eran activos ocultos". Wall Street Journal (2009)[107]

- "La destrucción de los hechos económicos". Bloomberg (2011).

- "El costo de la ignorancia financiera". The Washington Post (2011).[108]

- "El apartheid económico de Egipto". The Wall Street Journal (2011),[109]

- "El secreto del libre mercado de la revolución árabe". Financial Times (2012).

### Televisión
Desde el año 2020 conduce el programa Soluciones en el canal Willax Televisión, donde aborda temas de su especialidad.

## Reconocimientos
- 1991. The Economist selecciona al ILD como uno de los más importantes centros de investigación en el mundo.[cita requerida]

- 1999. «5 principales innovadores de América Latina». Por la revista Time.[111]

- 2000. «Uno de los diez más importantes economistas del desarrollo en el mundo». Por la revista alemana del desarrollo Entwicklung und Zusammenarbeit.

- 2002. «15 personas «que reinventarán el futuro». Por la revista Forbes.

- 2004. «100 personas más influyentes del planeta». Por la revista Time.[111]

- 2002. Premio Goldwater. Por el Goldwater Institute.
- 2002. Premio Adam Smith. Por la Asociación de Empresas Privadas de la Educación en Estados Unidos.[112]

- 2003. Salón de la Fama de la Democracia Internacional por «haber mejorado significativamente el bienestar de las familias marginales en el Perú y otros países» ( National Graduate University )

- 2004. Premio Templeton. Categoría de Soluciones para la Pobreza,

- 2004. Orden de Direkgunabhorn. Gobierno de Tailandia

- 2004. Doctorado honoris causa en Humanidades por la Universidad Estatal de Míchigan[113]
- 2005. Doctorado honoris causa por la Universidad Nacional de Educación Enrique Guzmán y Valle.[114]

- 2005. Doctorado honoris causa en Letras por la Universidad de Buckingham.

- 2005. «100 intelectuales públicos más importantes». Por las revistas Prospect y Foreign Policy.

- 2006. Premio Bradley. Por la Fundación Bradley.[115][116]

- 2006. Premio a la Innovación (The Economist) por la promoción de los derechos de propiedad y el desarrollo económico.[117]

- 2009. Miembro honorario de la Sociedad Filosófica Universitaria del Trinity College de Dublín  por haberse destacado en la vida pública y haber realizado una valiosa contribución a la sociedad.[118]

- 2009. Premio Fisher Prize 2009 (Instituto de Asuntos Económicos de Londres)
- 2009. Medalla Hayek por sus teorías sobre la política de desarrollo liberal.
- 2009. Medalla de la Presidencia de la República Italiana (Consejo de Ministros)
- 2016. Premio Brigham-Kanner a los derechos de propiedad 2016 de la Facultad de Derecho William & Mary.[119]
- 2017. Premio Global Award for Entrepreneurial Researc. Por su investigación acerca del papel de las autoridades en títulos de propiedad y cadena de bloques.[120]
- 2018. Doctorado honoris causa en la Universidad de Gante.[121]
- 2018. Doctorado honoris causa en la Universidad de Colorado en Boulder[122]
- 2019. «25 mentes más brillantes de la actualidad». Por la revista alemana Handelsblatt.[123]

## Árbol genealógico
|  |                                          |  |  |  |  |  |  |  |  |  |  |  |  |  |  |  |
|  | 16. Manuel José de Soto Cáceres          |  |  |  |  |  |  |  |  |  |  |  |  |  |  |  |
|  |                                          |  |  |  |  |  |  |  |  |  |  |  |  |  |  |  |
|  |                                          |  |  |  |  |  |  |  |  |  |  |  |  |  |  |  |
|  | 8. Joaquín de Soto Marina                |  |  |  |  |  |  |  |  |  |  |  |  |  |  |  |
|  |                                          |  |  |  |  |  |  |  |  |  |  |  |  |  |  |  |
|  |                                          |  |  |  |  |  |  |  |  |  |  |  |  |  |  |  |
|  | 17. María Manuela Marina Guillén         |  |  |  |  |  |  |  |  |  |  |  |  |  |  |  |
|  |                                          |  |  |  |  |  |  |  |  |  |  |  |  |  |  |  |
|  |                                          |  |  |  |  |  |  |  |  |  |  |  |  |  |  |  |
|  | 4. Juan José Soto Landázuri              |  |  |  |  |  |  |  |  |  |  |  |  |  |  |  |
|  |                                          |  |  |  |  |  |  |  |  |  |  |  |  |  |  |  |
|  |                                          |  |  |  |  |  |  |  |  |  |  |  |  |  |  |  |
|  | 18. Mariano Landázuri Benavides          |  |  |  |  |  |  |  |  |  |  |  |  |  |  |  |
|  |                                          |  |  |  |  |  |  |  |  |  |  |  |  |  |  |  |
|  |                                          |  |  |  |  |  |  |  |  |  |  |  |  |  |  |  |
|  | 9. Marín Manuela Ysidora Landázuri Llosa |  |  |  |  |  |  |  |  |  |  |  |  |  |  |  |
|  |                                          |  |  |  |  |  |  |  |  |  |  |  |  |  |  |  |
|  |                                          |  |  |  |  |  |  |  |  |  |  |  |  |  |  |  |
|  | 19. María Catalina de la Llosa Benavides |  |  |  |  |  |  |  |  |  |  |  |  |  |  |  |
|  |                                          |  |  |  |  |  |  |  |  |  |  |  |  |  |  |  |
|  |                                          |  |  |  |  |  |  |  |  |  |  |  |  |  |  |  |
|  | 2. Alberto Soto de la Jara               |  |  |  |  |  |  |  |  |  |  |  |  |  |  |  |
|  |                                          |  |  |  |  |  |  |  |  |  |  |  |  |  |  |  |
|  |                                          |  |  |  |  |  |  |  |  |  |  |  |  |  |  |  |
|  | 20. José María de la Jara Barriga        |  |  |  |  |  |  |  |  |  |  |  |  |  |  |  |
|  |                                          |  |  |  |  |  |  |  |  |  |  |  |  |  |  |  |
|  |                                          |  |  |  |  |  |  |  |  |  |  |  |  |  |  |  |
|  | 10. Ladislao María de la Jara Albizuri   |  |  |  |  |  |  |  |  |  |  |  |  |  |  |  |
|  |                                          |  |  |  |  |  |  |  |  |  |  |  |  |  |  |  |
|  |                                          |  |  |  |  |  |  |  |  |  |  |  |  |  |  |  |
|  | 21. María Manuela Albizuri Salamanca     |  |  |  |  |  |  |  |  |  |  |  |  |  |  |  |
|  |                                          |  |  |  |  |  |  |  |  |  |  |  |  |  |  |  |
|  |                                          |  |  |  |  |  |  |  |  |  |  |  |  |  |  |  |
|  | 5. Elvira de la Jara Angulo              |  |  |  |  |  |  |  |  |  |  |  |  |  |  |  |
|  |                                          |  |  |  |  |  |  |  |  |  |  |  |  |  |  |  |
|  |                                          |  |  |  |  |  |  |  |  |  |  |  |  |  |  |  |
|  | 22. Ignacio Angulo y Vargas              |  |  |  |  |  |  |  |  |  |  |  |  |  |  |  |
|  |                                          |  |  |  |  |  |  |  |  |  |  |  |  |  |  |  |
|  |                                          |  |  |  |  |  |  |  |  |  |  |  |  |  |  |  |
|  | 11. Antonia Angulo y Zegarra             |  |  |  |  |  |  |  |  |  |  |  |  |  |  |  |
|  |                                          |  |  |  |  |  |  |  |  |  |  |  |  |  |  |  |
|  |                                          |  |  |  |  |  |  |  |  |  |  |  |  |  |  |  |
|  | 23. Francisca Zegarra y Corrales         |  |  |  |  |  |  |  |  |  |  |  |  |  |  |  |
|  |                                          |  |  |  |  |  |  |  |  |  |  |  |  |  |  |  |
|  |                                          |  |  |  |  |  |  |  |  |  |  |  |  |  |  |  |
|  | 1. Hernando de Soto Polar                |  |  |  |  |  |  |  |  |  |  |  |  |  |  |  |
|  |                                          |  |  |  |  |  |  |  |  |  |  |  |  |  |  |  |
|  |                                          |  |  |  |  |  |  |  |  |  |  |  |  |  |  |  |
|  | 24. Valentín Polar                       |  |  |  |  |  |  |  |  |  |  |  |  |  |  |  |
|  |                                          |  |  |  |  |  |  |  |  |  |  |  |  |  |  |  |
|  |                                          |  |  |  |  |  |  |  |  |  |  |  |  |  |  |  |
|  | 12. Juan Manuel Polar y Carasas          |  |  |  |  |  |  |  |  |  |  |  |  |  |  |  |
|  |                                          |  |  |  |  |  |  |  |  |  |  |  |  |  |  |  |
|  |                                          |  |  |  |  |  |  |  |  |  |  |  |  |  |  |  |
|  | 25. Juana de Dios Carassa                |  |  |  |  |  |  |  |  |  |  |  |  |  |  |  |
|  |                                          |  |  |  |  |  |  |  |  |  |  |  |  |  |  |  |
|  |                                          |  |  |  |  |  |  |  |  |  |  |  |  |  |  |  |
|  | 6. Miguel Ángel Polar Vargas             |  |  |  |  |  |  |  |  |  |  |  |  |  |  |  |
|  |                                          |  |  |  |  |  |  |  |  |  |  |  |  |  |  |  |
|  |                                          |  |  |  |  |  |  |  |  |  |  |  |  |  |  |  |
|  | 26. Juan Manuel Vargas                   |  |  |  |  |  |  |  |  |  |  |  |  |  |  |  |
|  |                                          |  |  |  |  |  |  |  |  |  |  |  |  |  |  |  |
|  |                                          |  |  |  |  |  |  |  |  |  |  |  |  |  |  |  |
|  | 13. María Manuela Vargas Maldonado       |  |  |  |  |  |  |  |  |  |  |  |  |  |  |  |
|  |                                          |  |  |  |  |  |  |  |  |  |  |  |  |  |  |  |
|  |                                          |  |  |  |  |  |  |  |  |  |  |  |  |  |  |  |
|  | 27. María Gertrudis Maldonado            |  |  |  |  |  |  |  |  |  |  |  |  |  |  |  |
|  |                                          |  |  |  |  |  |  |  |  |  |  |  |  |  |  |  |
|  |                                          |  |  |  |  |  |  |  |  |  |  |  |  |  |  |  |
|  | 3. Rosa Polar Ugarteche                  |  |  |  |  |  |  |  |  |  |  |  |  |  |  |  |
|  |                                          |  |  |  |  |  |  |  |  |  |  |  |  |  |  |  |
|  |                                          |  |  |  |  |  |  |  |  |  |  |  |  |  |  |  |
|  | 28. Juan Antonio de Ugarteche y Posadas  |  |  |  |  |  |  |  |  |  |  |  |  |  |  |  |
|  |                                          |  |  |  |  |  |  |  |  |  |  |  |  |  |  |  |
|  |                                          |  |  |  |  |  |  |  |  |  |  |  |  |  |  |  |
|  | 14. Manuel Ugarteche y Gutiérrez-Cossío  |  |  |  |  |  |  |  |  |  |  |  |  |  |  |  |
|  |                                          |  |  |  |  |  |  |  |  |  |  |  |  |  |  |  |
|  |                                          |  |  |  |  |  |  |  |  |  |  |  |  |  |  |  |
|  | 29. María Joaquina Gutiérrez de Cossío   |  |  |  |  |  |  |  |  |  |  |  |  |  |  |  |
|  |                                          |  |  |  |  |  |  |  |  |  |  |  |  |  |  |  |
|  |                                          |  |  |  |  |  |  |  |  |  |  |  |  |  |  |  |
|  | 7. Esther Ugarteche Jiménez              |  |  |  |  |  |  |  |  |  |  |  |  |  |  |  |
|  |                                          |  |  |  |  |  |  |  |  |  |  |  |  |  |  |  |
|  |                                          |  |  |  |  |  |  |  |  |  |  |  |  |  |  |  |
|  | 30. Agustín Jiménez                      |  |  |  |  |  |  |  |  |  |  |  |  |  |  |  |
|  |                                          |  |  |  |  |  |  |  |  |  |  |  |  |  |  |  |
|  |                                          |  |  |  |  |  |  |  |  |  |  |  |  |  |  |  |
|  | 15. Esther Jiménez Cerna                 |  |  |  |  |  |  |  |  |  |  |  |  |  |  |  |
|  |                                          |  |  |  |  |  |  |  |  |  |  |  |  |  |  |  |
|  |                                          |  |  |  |  |  |  |  |  |  |  |  |  |  |  |  |
|  | 31. María Rosario Cerna Echevarría       |  |  |  |  |  |  |  |  |  |  |  |  |  |  |  |
|  |                                          |  |  |  |  |  |  |  |  |  |  |  |  |  |  |  |
|  |                                          |  |  |  |  |  |  |  |  |  |  |  |  |  |  |  |